# Kyrie Irving
Kyrie Irving (n. 23 martie 1992, Melbourne, Victoria, Australia) este un baschetbalist australiano-american care joacă pentru Dallas Mavericks în NBA. Acesta s-a născut în Australia din părinți afro-americani și are dublă cetățenie, reprezentând la nivel internațional SUA.